# Yli-Heikinjärvi
Yli-Heikinjärvi och Ali-Heikinjärvi eller Heikinjärvet är sjöar i Finland. De ligger i kommunen Kuusamo i landskapet Norra Österbotten, i den nordöstra delen av landet, 700 km norr om huvudstaden Helsingfors. Yli-Heikinjärvi ligger 281 meter över havet. Arean är 22,2 hektar och strandlinjen är 2,51 kilometer lång. Sjön  ingår i Koundaälvens huvudavrinningsområde.   De ligger vid sjön Särkiluoma.